# Cheval de sport polonais
Demi-sang polonais
Vous lisez un « bon article » labellisé en 2019.
Le cheval de sport polonais (polonais : Polski koń szlachetny półkrwi) est un stud-book de chevaux de sport, originaire de Pologne. Récent, ce stud-book, qui ne constitue pas une race, provient d'un élevage sélectif pour les sports équestres. Il est sélectionné à partir du Malopolski et du Wielkopolski, tous deux peu performants sur la scène sportive internationale, et de croisements avec divers chevaux de sport. Ces animaux sont de grande taille, pourvus d'une croupe musclée et de jambes solides.
Le marché visé par cet élevage concerne les compétitions de dressage et de saut d'obstacles au niveau international, mais les chevaux de sport polonais peuvent aussi devenir des chevaux de loisir. L'un des sujets les plus connus dans ce stud-book est Nevados S, champion du monde des chevaux de saut d'obstacles de 7 ans en 2015, monté par le Belge Grégory Wathelet. Le stud-book du cheval de sport polonais reste strictement local, et en cours de constitution.

## Dénomination et classification
Ces chevaux ne constituent pas une race en soi, car ils sont sélectionnés à partir de croisements continus, et ne pourront jamais se perpétuer par eux-mêmes, d'après leurs critères de sélection. Si « cheval de sport polonais » est le nom français choisi par l'auteure du guide Delachaux, celui-ci ne correspond pas au nom original de ce stud-book, Polski koń szlachetny półkrwi, qui se traduit par « Cheval demi-sang polonais », comme l'indiquent les experts de l'Institut français du cheval et de l'équitation (IFCE). Un autre nom le désignant en polonais est Półkrewka. 
L'abréviation locale est « sp ».
La base de données DAD-IS contient vraisemblablement une erreur, puisque l'entrée Polski koń szlachetny półkrwi y renvoie à la race du Trait polonais. Le nom polonais Konie pogrubione, référencé par DAD-IS,, désigne en réalité le cheval de trait. L'auteure du Guide Delachaux reproduit cette erreur de DAD-IS (dans l'édition 2014 et 2016), en renvoyant l'entrée « Cheval de sport polonais » en correspondance avec le nom anglais Polish Coldblood, qui désigne le Trait polonais.

## Histoire
L'origine du cheval de sport polonais est postérieure à la fin de la Seconde Guerre mondiale. Il est sélectionné exclusivement pour répondre à la demande d'un cheval performant en compétitions de sports équestres,, ; en effet, les races polonaises historiques que sont le Wielkopolski et le Malopolski affichent des performances limitées en compétitions de dressage et de saut d'obstacles au niveau international. Le cheval de sport polonais provient à l'origine de croisements entre le Wielkopolski, le Malopolski et le Hanovrien, avec plus tard l'influence de diverses races extérieures à la Pologne, en particulier le Selle français et le KWPN. À la fin des années 1990, il est essentiellement élevé dans des haras nationaux polonais, mais la libéralisation croissante du marché impose un choix entre le recours aux ressources génétiques polonaises et à celles des étalons d'origine étrangère. Les résultats en compétitions équestres entraînent une structuration croissante de cet élevage.
Entre 1990 et 2003, d'après la fédération des éleveurs de chevaux polonais, le demi-sang polonais est le stud-book qui enregistre la plus forte croissance, avec 169 juments et 82 étalons inscrits en 1990, pour 3 342 juments et 703 étalons inscrits en 2003.

## Description

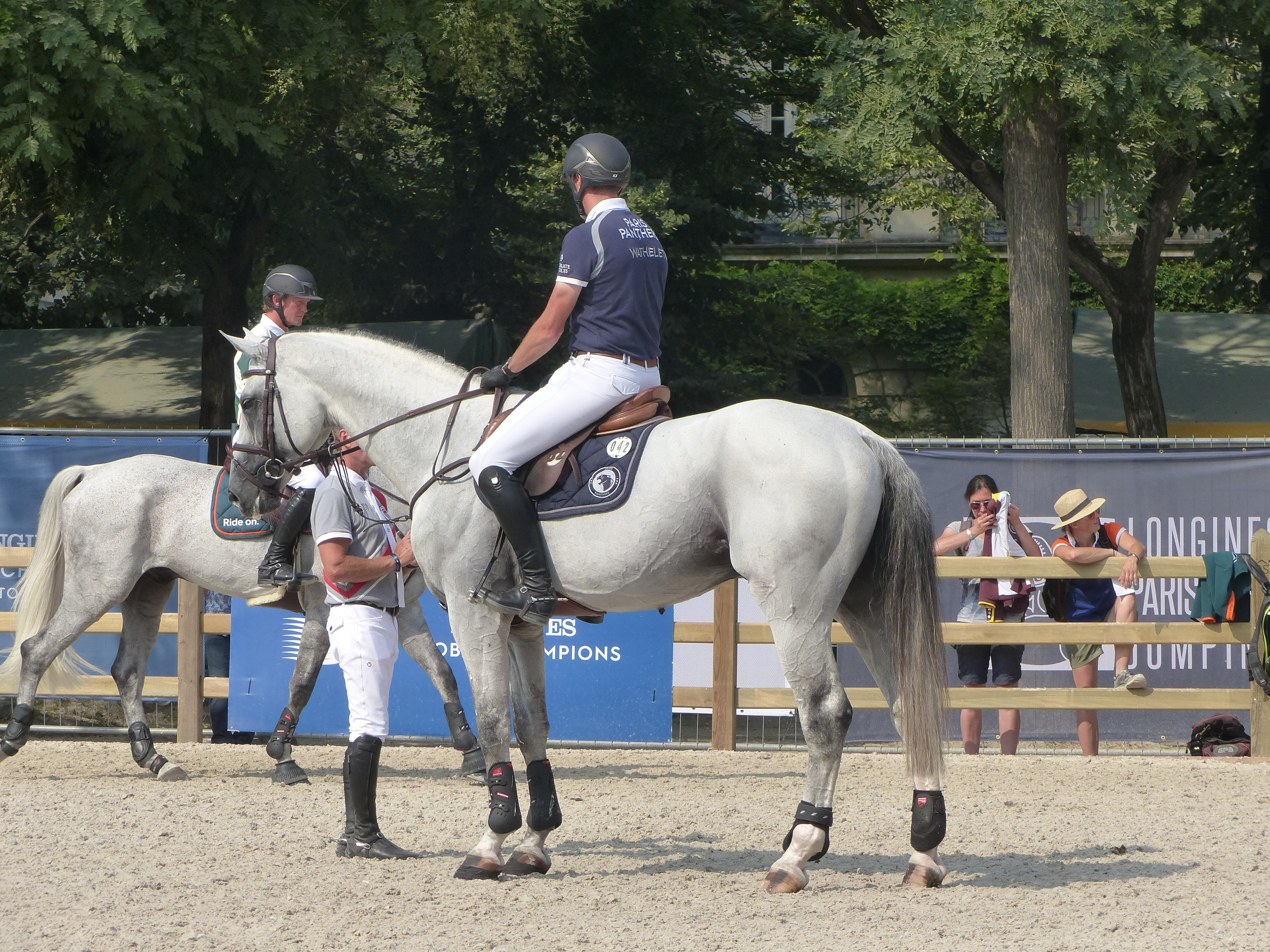
Nevados S, cheval de sport polonais, monté par Grégory Wathelet au Paris Eiffel Jumping en 2018.

C'est un cheval de sport, dont le modèle est assez variable en fonction des croisements constitutifs. Comme beaucoup d'autres chevaux de sport européens, il est difficile à caractériser. Ainsi, bien que les origines génétiques soient différentes, le Selle tchèque et le cheval de sport polonais sont morphologiquement très proches. 
D'après les objectifs de sélection définis en 2005, la taille recherchée se situe dans une fourchette de 1,64 m à 1,75 m, sans exclure les chevaux de taille plus réduite dont les performances seraient exceptionnelles. Le guide Delachaux, sans citer ses sources, indique une fourchette de 1,60 m à 1,70 m. 
La tête présente un profil rectiligne. L'épaule est longue et inclinée. Le dos est droit, long et musclé. La croupe est très musclée et puissante, les jambes sont solides. En fonction de la discipline sportive visée, le modèle peut varier : les chevaux d'obstacles sont recherchés avec de la taille et des jambes solides, ceux de dressage avec de l'harmonie et de l'intelligence, ceux de concours complet avec de la puissance et de l'endurance.

### Robe
La robe peut être baie, alezane, grise, noire, plus rarement pie.

### Tempérament et allures
Les chevaux sont réputés pour leur calme, leur énergie et leur courage ; une attention est portée sur la coopération avec le cavalier, l'endurance et la maniabilité. Les trois allures (pas, trot et galop) sont recherchées aussi efficaces que possible.

### Sélection
La sélection du cheval de sport polonais repose principalement sur la méthode BLUP. La difficulté posée est de concilier à la fois recherche de performances sportives, de modèle, et de caractère adaptés au marché visé. La sélection des reproducteurs est particulièrement contrôlée, incluant une recherche constante des meilleurs reproducteurs connus aux niveaux européen et mondial, et un dépistage de l'ostéochondrite. Une difficulté propre au contexte culturel polonais est une tendance à « fétichiser » des étalons étrangers en fonction de leur origine. La tradition polonaise accorde aussi une grande importance à la conformation, conduisant parfois à surestimer des chevaux perçus comme particulièrement élégants.
L'usage de l'insémination artificielle est capital dans le cadre de cette sélection. Un test de filiation est obligatoire pour les juments inséminées. Les poulains sont évalués sous la mère, puis à un an et deux ans.
Les chevaux issus de demi-sang polonais et de stud-books inscrits à la WBFSH peuvent entrer dans le stud-book du cheval de sport polonais, de même que ceux issus de Wielkopolski, Malopolski, Silésien, Pur-sang, Arabe, Anglo-arabe, et les chevaux étrangers qui répondent aux exigences du stud-book. L'objectif des éleveurs est d'obtenir un cheval performant et consolidé génétiquement sans besoin de recourir à des importations continues de ressources génétiques. Ainsi, une attention est portée aux performances des chevaux déjà inscrits dans ce stud-book. Les étalons Pur-sang et Arabe sont admis en croisement sur performances en course. Le règlement du stud-book autorise de larges croisements, avec une attention portée sur la reproduction ultérieure des chevaux eux-mêmes inscrits.
Le taux de consanguinité du cheval de sport polonais est bas, probablement grâce à l'introduction de nombreux étalons de races étrangères.

## Utilisations
Ce cheval est destiné aux sports équestres, tout particulièrement au saut d'obstacles et au dressage,, et dans une moindre mesure au concours complet d'équitation. Le stud-book est également représenté à l'attelage, mais ce type est plus rare. Comme tout élevage visant la compétition de haut niveau, celui du cheval de sport polonais induit une sélection drastique, qui écarte un grand nombre de chevaux, redirigés vers la compétition de niveau amateur et les loisirs équestres de masse.
Fin 2018, ce stud-book polonais figure au 18e rang mondial en concours de saut d'obstacles. L'un des meilleurs représentants de la race dans ce sport est le champion du monde des chevaux d'obstacles de 7 ans en 2015, Nevados S, né au haras de Stanislaw Szurik à Liszkowo en 2008, et monté par le cavalier belge Grégory Wathelet. En dressage, le cheval de sport polonais pointe au 19e rang mondial fin 2018. En concours complet d'équitation, ce stud-book se classe 15e sur la même période.

## Diffusion de l'élevage
Le cheval de sport polonais est propre à la Pologne, où son élevage est à la fois très actif et en croissance, mais il est méconnu hors de ce pays. Il est élevé dans toute la Pologne.

#### Articles
- [Borowska et Szwaczkowski 2015] (en) Alicja Borowska et Tomasz Szwaczkowski, « Pedigree analysis of Polish warmblood horses participating in riding performance tests », Canadian Journal of Animal Sciences, vol. 95, no 2129,‎ 2015 (DOI 10.4141/CJAS-2014-006)
- [Geringer  de Oedenberg et al. 2009] (pl) H. Geringer  de Oedenberg, K. Neuberg, E. Pasicka, K. Kamińska et N. Badura, « Ocena wartości użytkowej koni szlachetnych półkrwi startujących w dyscyplinie ujeżdżenia i skoków przez przeszkody na Dolnym Śląsku w latach 1997–2007 », dans Zeszyty naukowe uniwersytetu przyrodniczego we Wrocławiu [« Évaluation de la valeur d'usage de chevaux demi-sang polonais à partir de demi-sangs de départ dans les disciplines du dressage et du saut d'obstacles en Basse-Silésie 1997-2007 »], 2009, 135-148 p. (ISSN 1897-8223, lire en ligne)
- [Kaproń et al. 2000] (pl) M. Kaproń, M. Świerkosz, Bocian et M. Pluta, « Struktura pochodzeniowo-rodowodowa koni zapisanych do księgi stadnej koni szlachetnych półkrwi », Folia Universitatis Agriculturae Stetinensis, Zootechnica, no 40,‎ 2000, p. 9-19 (ISSN 1506-1698)